# Tiarah
A zenekar minden tagja zentai (Szerbia, Vajdaság): Marjan Mijić ének, Márki Dániel gitár, Lénárd Norbert bassgitár, Újházi Tamás basszusgitár, Szabó Endre dob. 2005-ben Szabó Szebasztián és Marjan Mijić megalapította a Tiarah nevű zenekart pár barátjával.

## A zenekar története

### Kezdetek
A zenekar eleinte feldolgozásokat mutatott be majd idővel saját dalaik is születtek. 2005 márciusában a zentai Rin-Tin-Tin Rock kocsmában került sor az első Tiarah debütáló koncertre, egy kisebb fesztivál keretein belül. Annak ellenére, hogy mindössze félórás programmal startoltak, a zenekar helytállt, és jó néhány ember elismerését tudhatta magáénak. Idővel egyre több helyre hívták őket koncertezni és 2005-ben jelent meg a hat zeneszámot tartalmazó Tiarah demo az End Of Summer. Mind-e mellett 2006 augusztusában a Sziget Fesztivál tehetségkutató színpadán (Talentum - színpad) léptek fel, és nekik ítélték a legjobb zenekarnak járó díjat.

### Tagcserék
Az első tagcsere már az első koncert elmúltával megtörtént. A régi dobos helyét Szabó Endre a (Nevergreen) volt dobosa töltötte be. Ezt az eseményt több koncert követte, de Szabó Szebasztián családi okok miatt kénytelen volt mellőzni a zenekart. Ekkor a helyét Basic Zoltán az (In Her Embrace) gitárosa vette át, ám az új gitárost a kötelesség külföldre hívta. Egy év szünet után Szabó Szebasztián úgy döntött, hogy kár lenne ennyiben hagyni a dolgot, és újra összehozta a zenekart. Ezután nézeteltérések követték egymást a zenekar és közte, így végleg különváltak útjaik. Ezt ismét egy szünet követte. Majd egy ifjú tehetséges gitárost Lénárd Norbertet kérték meg hogy csatlakozzon.

### Napjainkban
Miután a zenekar egyre nagyobb népszerűségnek örvendett mind külföldön mind belföldön és egyre több újság illetve internetes cikk jelent meg róluk így kisvártatva 2011-ben elkészült Extinction Ceremony című albumuk is amelyen 11 dal található. Továbbá ebben az évben a Tiarah az év metál együttese lett Szerbiában.

## Tagok
| Név            | poszt        |
| -------------- | ------------ |
| Marjan Mijić   | ének         |
| Márk Dániel    | gitár        |
| Lénárd Norbert | gitár        |
| Újházi Tamás   | basszusgitár |
| Szabó Endre    | dob          |

## Korábbi tagok
| Név               | poszt | tag            |
| ----------------- | ----- | -------------- |
| Nagyhorti Tamás   | dob   | 2005           |
| Szabó Szebasztián | gitár | 2005,2006-2007 |
| Basic Zoltán      | gitár | 2005-2006      |

## Diszkográfia

### Demo
- My Time
- New Day
- Just

### End Of Summer 2006
- Wake me up
- Frozen
- Summertime
- Sorry
- Turn Away
- What if
- Silence
- True Blue
- Reborn

### Violent Intentions 2010
- Burn
- Violent Intentions

### Extinction Ceremony 2011
- Burn
- Pearl
- Hate and Fury
- Violent Intentions
- Jitterburg (Delirium Tremens)
- Gone Forever
- Demented
- Razoblades and Sugar
- P.S.
- Diane (Therapy? cover)
- Stupid